# James M. Gaylord

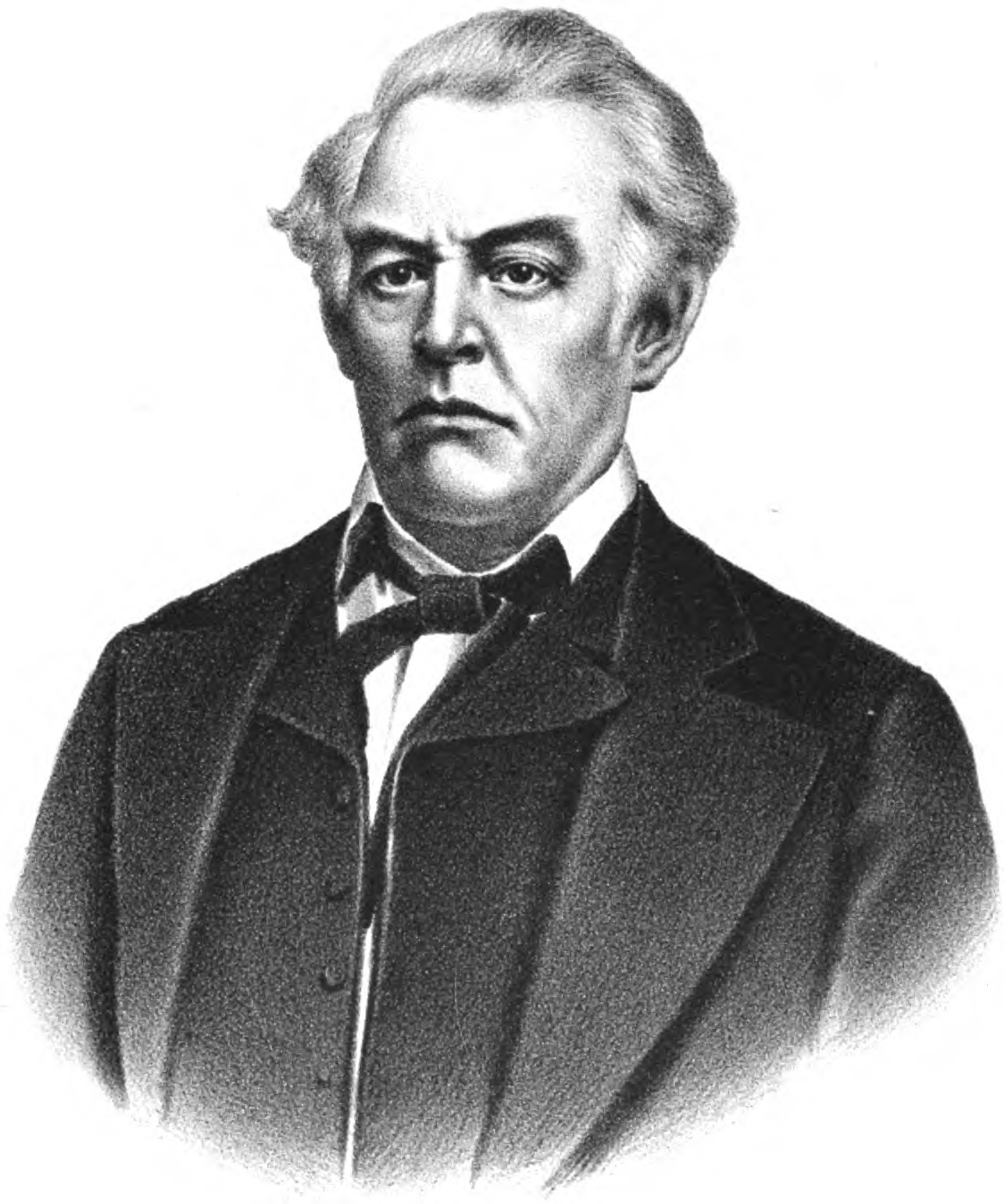
James M. Gaylord

James Madison Gaylord (* 29. Mai 1811 in Zanesville, Ohio; † 14. Juni 1874 in McConnelsville, Ohio) war ein US-amerikanischer Politiker. Zwischen 1851 und 1853 vertrat er den Bundesstaat Ohio im US-Repräsentantenhaus.

## Werdegang
Im Jahr 1818 kam James Gaylord nach McConnelsville, wo er die öffentlichen Schulen besuchte. Danach absolvierte er die Ohio University in Athens. Nach einem anschließenden Jurastudium und seiner Zulassung als Rechtsanwalt begann er in diesem Beruf zu arbeiten. Im Jahr 1834 war er bei der Verwaltung am heimatlichen Berufungsgericht angestellt. Politisch schloss er sich der Demokratischen Partei an. Bei den Kongresswahlen des Jahres 1850 wurde er im 13. Wahlbezirk von Ohio in das US-Repräsentantenhaus in Washington, D.C. gewählt, wo er am 4. März 1851 die Nachfolge von William A. Whittlesey antrat. Bis zum 3. März 1853 konnte er eine Legislaturperiode im Kongress absolvieren. Diese war von den Ereignissen im Vorfeld des Bürgerkrieges geprägt.
Nach dem Ende seiner Zeit im US-Repräsentantenhaus wurde James Gaylord zum Nachlassrichter gewählt. Im Jahr 1860 wurde er stellvertretender US Marshal. Von 1865 bis zu seinem Tod amtierte er in seiner Heimat als Friedensrichter. Er starb am 14. Juni 1874 in McConnelsville, wo er auch beigesetzt wurde.